# Château de Nazelles (Indre-et-Loire)
Le château de Nazelles est un château situé à Nazelles-Négron (Indre-et-Loire) et inscrit aux monuments historiques le 1er octobre 1963.